# Земанова, Вероника
Ве́роника Зе́манова (чеш. Veronika Zemanová; 14 апреля 1975, Ческе-Будеёвице, ЧССР) — чешская фотомодель, фотограф, певица.

## Биография
Родилась 14 апреля 1975 года.
Окончила школу в 1989 году, затем поступила в гимназию. В то время она интересовалась биологией и искусствами, хотела стать биологом. После окончания гимназии Вероника в течение трёх лет училась в школе фотографии. В это время ей приходилось подрабатывать официанткой и продавщицей, прежде чем она смогла открыть собственную фотостудию. Однако в 1997 году, ещё до того, как она смогла расплатиться с кредитом, её обокрали, и с мечтами о собственном бизнесе пришлось проститься. Некоторое время она работала ассистентом фотографа, а затем сама стала фотомоделью.
Вскоре после этого в Риме она встретила фотографа Стефано Сантори (англ. Stefano Santori), который опубликовал её снимки в интернета под псевдонимом "Ева". При этом Вероника утверждает, что не давала на это разрешения. В скором времени их совместная деятельность закончилась. После разрыва модель начала работать с одной из самых известных фотографов мира - Сьюзи Рэндалл. Благодаря этому популярность Вероники резко пошла вверх, а её снимки стали появляться в самых известных журналах: Hustler, Playboy, Penthouse и т.д. Теперь она публиковалась уже под своим настоящим именем.
В отличие от многих других моделей, Вероника не хотела делать пластических операций, равно как и сниматься в компании с мужчинами. Возможно, именно это выделило её на фоне прочих моделей и способствовало популярности. Однако в 2001 году она всё же вынуждена была сделать операцию по увеличению объёма груди, так как в это время потеряла в весе. На данный момент её объём груди равен 90 см при росте 168 см.
В 2002 году Вероника решила попробовать себя в роли певицы и выпустила сингл «The Model», исполнив одноимённую песню легендарной немецкой группы Kraftwerk, а также сняла на неё клип. Коммерческого успеха сингл не имел.
В 2004 году стала "Девушкой сезона Actiongirls.com" и подписала контракт на пять лет с основателем, владельцем, фотографом и режиссёром ресурса Скоттом ScottyJX Прегитцером.
12 ноября 2003 года Вероника вышла замуж, а в конце 2009 года покинула эротический бизнес. Однако, согласно заявлениям её менеджера, она продолжит участвовать в показах мод, рекламе и съёмках фильмов.

## Фильмография
- Naughty Pinups (2002)
- May Girls of IVOLT (2002)
- Busty Naturals (2002)
- Erotic Idols (2002)
- 2003 -  Мячик / The Ball (2003)
- 2005 -  Боевые девчонки. Эпизод 1 / Actiongirls.com Volume 1  (2005)
- 2007 -  Боевые девчонки. Эпизод 4 / Actiongirls.com Volume 4  (2007)
- 2008 -  Боевые девчонки. Эпизод 5 / Actiongirls.com Volume 5 (2008)